# سیارک ۹۱۴۷
سیارک ۹۱۴۷ (به انگلیسی: 9147 Kourakuen، نامگذاری:1977DD1) نه هزار و صد و چهل و هفتمین سیارک کشف شده‌است که در ۱۸ فوریه ۱۹۷۷ کشف شد.
قدر مطلق سیارک برابر ۲۴.۵ است.